# Лоуренс, Барбара
Ба́рбара Джо Ло́уренс (англ. Barbara Jo Lawrence; 24 февраля 1930, Карнеги, Оклахома — 13 ноября 2013, Лос-Анджелес) — американская актриса, писательница и модель. Обладательница звезды на голливудской «Аллее славы».

## Биография
Барбара Джо Лоуренс родилась в городе Карнеги, штат Оклахома, в семье Бернис Итон и Морриса Лоуренсов. Она является прямым потомком Фрэнсиса Итона, который прибыл в Америку на «Мейфлауэре». В 10 лет она вместе с матерью переехала в Калифорнию, где в 1942 году завоевала титул «Маленькая мисс Калифорния».
Свою карьеру Лоуренс начала в подростковом возрасте как фотомодель. В своём первом фильме Diamond Horseshoe она снялась в 1945 году, а её вторая роль в фильме Margie (1946) произвела сильное впечатление на критиков. В 1947 году Лоуренс сыграла Луизу де Карвахаль в историко-приключенческом фильме «Капитан из Кастильи» с Тайроном Пауэром в главной роли.
Заканчивая учёбу в Калифорнийском университете, она привлекла внимание охотников за талантами и вскоре уже снималась в фильмах компании 20th Century Fox, в том числе «Ты предназначался для меня», Give My Regards to Broadway, «Улица без названия» (все 1948), «Письмо трём жёнам» и «Воровское шоссе» (оба 1949). В начале 1950-х годов она снялась в фильмах компании Universal «Пегги» (1950) и «А вот и Нелсоны» (1952).
После перехода в компанию MGM, Лоуренс снялась вместе с Гиг Янгом в 3D-фильме «Арена» (1953), а также в фильме «Её двенадцать мужчин» (1954) с Грир Гарсон в главной роли. В 1955 году она сыграла роль Герти Каммингс в киноверсии бродвейской постановки «Оклахома!». В 1957 году она снялась в классическом фантастическом фильме «Кронос», где её партнёром был Джефф Морроу. Хотя фильм не получил высоких оценок критиков, он привлёк внимание своеобразностью сюжета и спецэффектами. Между 1958 и 1962 годами Лоуренс снялась в четырёх эпизодах телесериала «Перри Мейсон».
В 1962 году Лоуренс решила окончить актёрскую карьеру. Позже она стала писательницей, публицистом и агентом по недвижимости в Беверли-Хиллз.
Барбара Лоуренс умерла от почечной недостаточности 13 ноября 2013 года, в возрасте 83, в Лос-Анджелесе, штат Калифорния, однако о её смерти не сообщалось до 3 января 2014 года.

### Личная жизнь
В январе 1947 года Лоуренс вышла замуж за актёра Джона Форреста Фонтейна, более известного под псевдонимом Джеффри Стоун, однако через полтора года брак распался.
В 1951—1957 годах Лоуренс была замужем за Джонни Мерфи, от которого родила двоих детей.
В 1961 году Лоуренс вышла замуж за Лестера Р. Нельсона, у пары родилось двое детей. В 1976 году они развелись.